# Runan, Côtes-d'Armor

Runan este o comună în departamentul  Côtes-d'Armor, Franța. În 1 ianuarie 2022 avea o populație de 253 de locuitori.